# USENIX
USENIX – Advanced Computing Technical Association – amerykańskie stowarzyszenie założone w 1975 pod nazwą Unix Users Group, skupia się przede wszystkim na studiach i rozwoju systemu Unix i pokrewnych. Zmiana nazwy nastąpiła ze względu na zastrzeżony charakter nazwy Unix i groźby ze strony korporacji AT&T. Stowarzyszenie zrzesza użytkowników, programistów i badaczy komputerowych systemów operacyjnych. 
W ramach USENIX działa specjalna grupa dla administratorów systemu zwana SAGE: The People Who Make IT Work.
Stowarzyszenie organizuje rokrocznie konferencje i warsztaty, z których najważniejsze to USENIX Annual Technical Conference oraz LISA, poświęcona administracji systemami.

## Zarząd na lata 2004-2006
- Prezes: Mike Jones
- Wiceprezes: Clem Cole
- Sekretarz: Alva Couch
- Skarbnik: Theodore Ts'o
- Dyrektorzy: 
  - Matt Blaze
  - Jon "maddog" Hall
  - Geoff Halprin
  - Marshall Kirk McKusick, poprzedni prezes